# 日本ECS学会
日本ECS学会（にほんECSがっかい）は、2002年にJapan Coma Scale（JCS）の改訂版として日本で新たに開発された意識障害の深度（意識レベル）分類であるEmergency Coma Scale（ECS）の研究を集中的に行うことを目的とした研究組織。日本神経救急医学会と日本脳神経外科救急学会のそれぞれのECS研究委員会の合同委員会により組織されている。
Emergency Coma Scaleは覚醒度によって3段階に分けるという構造はJCSを継承しているが、それぞれの中の子分類が1桁と2桁では2段階、3桁では5段階へと改良されている。表記方法としては3桁の整数で表す（300など）。3桁を100から500とする案も開発過程で検討されたが、脳死に関連する法案で脳死状態をJCS300と表記してあるためあえて最重症を300とし、100と200を2つに分けた形式とした。意識障害の評価法の原点に立ち返り、救急外来ERでの使用を目的として開発された。現在、脳卒中初期診療コース（ISLSコース）の意識障害の評価ブースにてOSCEを導入している。
研究組織としての運営は、NPO法人北陸救急災害医療機構により行われている。